# Кесе, Йона
Йона Кесе (ивр. יונה כסה‎, при рождении Йойна Косой; 1907, Российская империя — 27 июня 1985, Израиль) — израильский политик, депутат кнессета первых пяти созывов.

## Биография
Йона Кесе родился на территории современной Украины, получил образование в хедере. Родители Йоны погибли в 1921 году от голода.
В молодости Кесе был участником сионистской организации «Гехалуц» в Российской империи, в 1925 году он был задержан за сионистскую деятельность. Был членом организации «Ха-Поэль ха-Цаир».
Репатриировался на территорию Подмандатной Палестины в 1926 году, работал сельскохозяйственным рабочим в Реховоте, в 1932 году он стал секретарем рабочего совета города.
Йона Кесе был членом мошава Кфар-Билу (1933-1936), а с 1939 года членом кибуца Квуцат Шиллер.
Йона Кесе был членом партии МАПАЙ, от которой избирался в кнессет 1-го, 2-го, 3-го, 4-го и 5-го созыва. В разное время Кесе комиссии кнессета, законодательной комиссии, комиссии по образованию и культуре, комиссии по иностранным делам и безопасности.
В разное время Йона Кесе был секретарём партии МАПАЙ, в том числе в 1938 году, в период между 1939 и 1940 годами, и между 1953 и 1956 годами.
В декабре 1964 года Кесе вышел из МАПАЙ, продолжил работу в качестве независимого депутата кнессета.
Публиковался в изданиях «Давар», «Ха-Дор» и «Ха-Поэль ха-цаир».
Йона Кесе умер 27 июня 1985 года в Израиле.